# Rinderbachburg

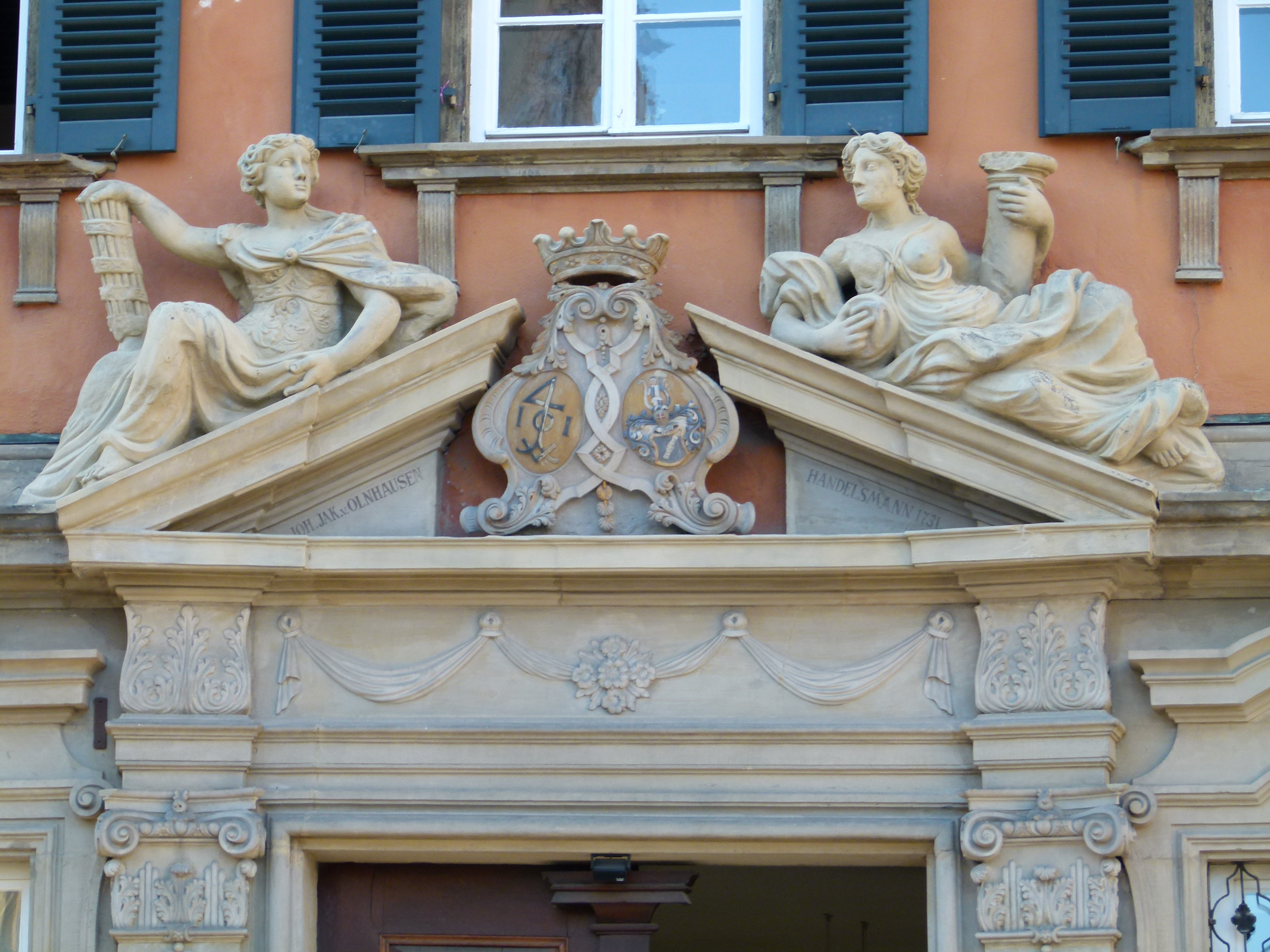
Portaldetail

Die Rinderbachburg war ein mittelalterlicher Steinbau in Schwäbisch Hall, dessen Platz heute ein denkmalgeschütztes barockes Bürgerhaus einnimmt.

## Lage und Umgebung
Dieses befindet sich in der den Marktplatz nördlich begrenzenden Häuserzeile an der Ecke zur Marktstraße und besitzt die Anschrift Am Markt 9. Östlich schließt sich das ebenfalls barocke Stiersche Haus an.

## Geschichte

### Wohnturm
Bei der Rinderbachburg handelte sich dabei vermutlich um einen mittelalterlichen Wohnturm ähnlich der Keckenburg in Schwäbisch Hall. Der sogenannte „Turm“ wurde 1496 an die Herren von Rinderbach verkauft. 1499 ging der Geschlechterturm an die Egen. Um 1500 bewohnte die junge adlige Witwe Sibilla Egen den Turm. Daher wird das Gebäude auch Sibilla-Egen-Haus genannt. Bis 1538 wurde das Gebäude als Trinkstube der Geschlechter genutzt. 1712 erhielt der Stättmeister Johann Lorenz Drechsler (1664–1725) das Gebäude, nach dem es auch als das Drechsler'sche Haus bezeichnet wird.
|  | Nach dem Stadtbrand von 1728 ganz links erkennbar ist die Ruine des Vorgängerbaus, des Hauses Drechsler bzw. der Rinderbachburg Ausschnitt aus dem Kupferstich von A. Nunzer nach J. P. Meyer |
|  | Der beim Stadtbrand 1728 zerstörte Vorgängerbau (Rinderbachburg, Drechsler’sches Haus) mit Illumination anlässlich der Zweihundertjahrfeier der Reformation 1717                              |

### Barocker Putzbau
Nach dem Stadtbrand von 1728 wurde es 1731 im Barockstil neu erbaut. Seit dem 8. Oktober 1925 ist dieses Bauwerk im Landesverzeichnis der Baudenkmale eingetragen. Im Erdgeschoss ist darin heute die Tourismusinformation der Stadt untergebracht.

Rinderbachburg, Drechsler'sches Haus. Nachzeichnung eines Gemäldes von J. M. Roscher nach 1735
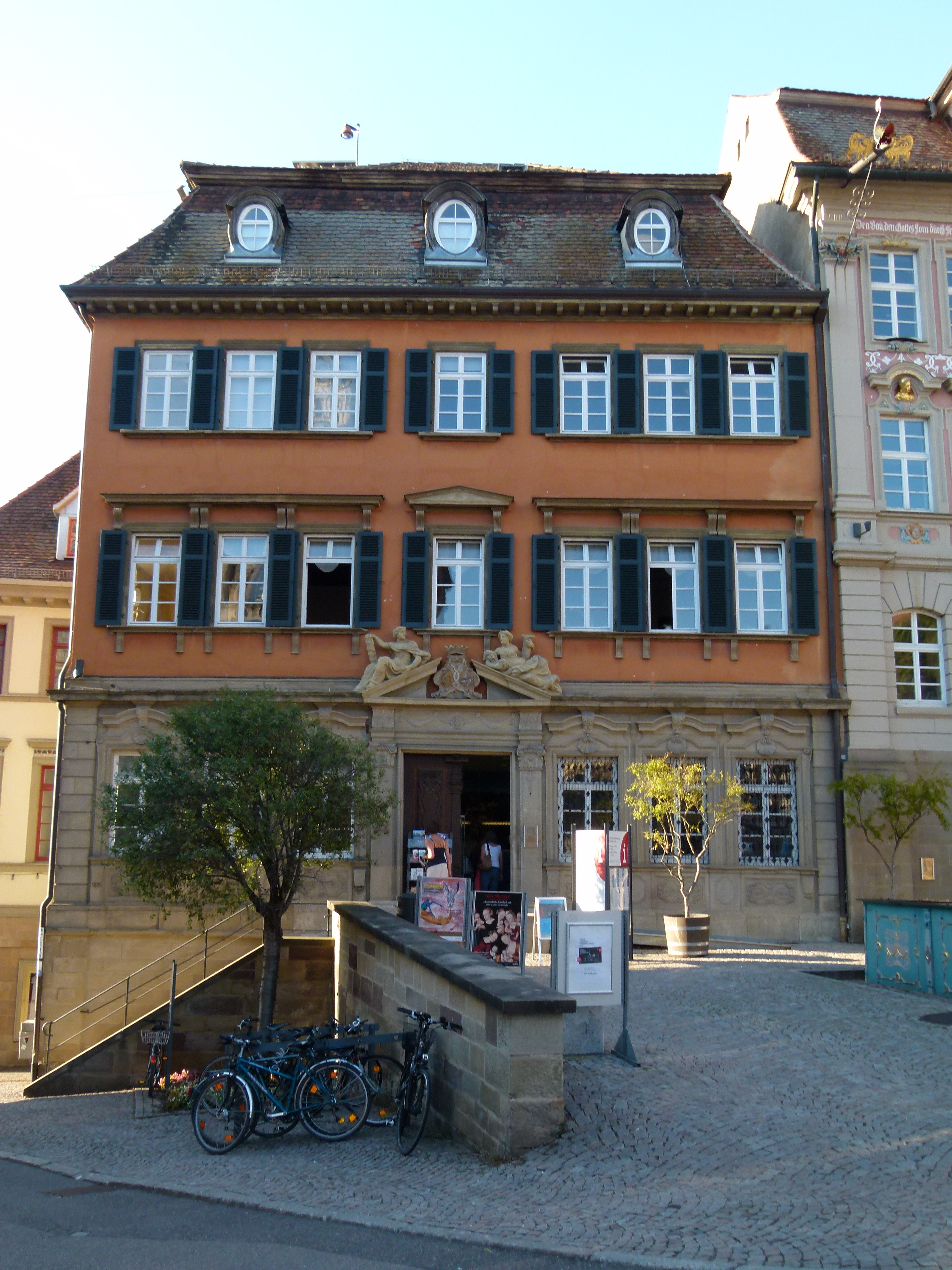
Haus Am Markt 9, heute